# پرسیوال پات
پرسیوال پات (انگلیسی: Percivall Pott؛ ‏ ۶ ژانویهٔ ۱۷۱۴ – ۲۲ دسامبر ۱۷۸۸) جراح اهل پادشاهی بریتانیای کبیر و یکی از بنیان‌گذاران رشتهٔ ارتوپدی بود. او یکی از نخستین دانشمندانی بود که ثابت کرد سرطان ممکن است ناشی از مواد سرطان‌زای محیطی باشد، به‌طور مشخص در سرطان دودکش پاک‌کن‌ها. برخی نام‌های پزشکی امروز، نامشان را از او می‌گیرند از جمله شکستگی پات، بیماری پات ستون مهره‌ها و تومور آماس‌کردهٔ پات. اعتقاد بر این است که سطح زندگی پات در ارتقای جایگاه اجتماعی این جراح نقش داشته است.
او در سال ۱۷۴۴ دستیار جراح در بیمارستان سنت بارتلمه و از سال ۱۷۴۹ تا ۱۷۸۷ جراح مقیم شد. پات به عنوان نخستین جراح زمان خود در انگلستان، که حتی از شاگردش، جان هانتر، در جنبه عملی سرآمد بود، نوآوری‌های مهم مختلفی را در روش‌های جراحی معرفی کرد. در سال ۱۷۸۶، او به عنوان اولین عضو افتخاری کالج سلطنتی جراحان ادینبورگ مفتخر شد. اندکی پس از آن، در سال ۱۷۸۷ بازنشسته شد و به عنوان سرپرست بیمارستان سنت بارتلمه منصوب شد.
وی همچنین برندهٔ جوایزی همچون همکار انجمن سلطنتی شده است.